# Pagodula hastula
Pagodula hastula is een slakkensoort uit de familie van de Muricidae. De wetenschappelijke naam van de soort is voor het eerst geldig gepubliceerd in 2011 door B.A. Marshall & Houart.